# Icerya zimmermanni
Icerya zimmermanni är en insektsart som beskrevs av Green 1932. Icerya zimmermanni ingår i släktet Icerya, och familjen pärlsköldlöss. Inga underarter finns listade i Catalogue of Life.